# Prissé-la-Charrière
Prissé-la-Charrière foi uma comuna francesa na região administrativa da Nova Aquitânia, no departamento de Deux-Sèvres. Estendia-se por uma área de 19,94 km². Em 2010 a comuna tinha 985 habitantes (densidade: 49,4 hab./km²).
Em 1 de janeiro de 2018, passou a formar parte da nova comuna de Plaine-d'Argenson.